# 에릭 클랩튼
에릭 패트릭 클랩튼(영어: Eric Patrick Clapton, CBE, 1945년 3월 30일 ~ )은 영국의 기타리스트이자 싱어송라이터로, 역사상 가장 영향력 있는 기타 연주자 중 한 사람으로 꼽힌다. 로큰롤 명예의 전당의 유일한 3중 헌액자이다(솔로 음악가 자격, 야드버즈의 구성원 자격, 크림의 구성원 자격). 그는 《롤링 스톤》지가 선정한 100인의 가장 위대한 기타 연주자 2위, 100인의 위대한 음악가 53위에 오르기도 했다.
클랩튼의 음악 스타일은 시간이 지남에 따라 여러 가지로 바뀌었지만, 대개 블루스에서 출발한다. 그럼에도 불구하고 다양한 장르에서 혁신적으로 활동했다. 그는 존 메이올 & 더 블루스브레이커스, 야드버즈와 함께 블루스 록의 창시자로 꼽히며, 크림과 함께 하드 록의 창시자로 꼽히기도 한다. 또한 그는 델타 블루스와 사이키델릭 록(〈Sunshine of Your Love〉), 팝(〈Change the World〉), 레게(〈I Shot the Sheriff〉) 등으로도 큰 성공을 거뒀다.
패티 보이드(Pattie Boyd)와 결혼했으나 이혼하였다. 패티 보이드와 에릭 클랩튼, 조지 해리슨 사이의 애정관계가 음악계의 화제가 되기도 하였다. 비틀즈의 《화이트 앨범》 녹음에 참여했으며, 더티 맥에서 기타리스트를 맡기도 하였다.

## 생애
에릭 클랩튼은 1945년 영국에서 태어났다. 킹스톤 미술대학을 다니다가 음악에 심취해 학업을 포기하고 그룹 루스터스(The Roosters)에서 기타를 연주하기 시작했다. 이후 케이시 존즈 앤 디 엔지니어즈(Casey Jones & the Engineers), 야드버즈, 블루스 브레이커스, 크림, 블라인드 페이스 등 수많은 그룹을 거치면서 연주 경력을 쌓으며 대중들의 인기를 얻었다.
1970년에는 데렉 앤 도미노스(Derek & Dominos)에 합류, 12월에 올맨 브라더스 밴드의 듀안 올맨의 도움으로 걸작 앨범 《Layla》를 발표했지만 대중들의 인기를 얻지 못했으며, 친구였던 듀안 올맨마저 오토바이 사고로 사망하자 실의에 빠져 은둔 생활을 하면서 마약에 중독되기도 했다. 약 2년 동안 마약 중독으로 고생하던 에릭 클랩튼은 그룹 더 후의 피트 타운센드의 도움으로, 재기 앨범 《461 Ocean Boulevard》를 발표해 이전의 명성을 회복했다.
1981년에 발표하였던 앨범 《Another Ticket》는 대히트를 거뒀고, 1982년 말에 발표한 《Money And Cigarettes》을 통해 에릭 클랩튼은 전곡을 작곡함으로써 자신의 음악 세계를 구축했다. 우리나라에는 1991년 추락사로 아들을 잃고, 그를 그리워하며 만든 〈Tears in Heaven〉으로 잘 알려져 있으며, 이 곡으로 그래미 6개 부분을 수상했다.

## 유명한 곡
- 〈Layla〉
- 〈I Shot the Sheriff〉
- 〈Wonderful Tonight〉
- 〈Sunshine of Your Love〉
- 〈Tears in Heaven〉
- 〈Change the World〉

## 음반 목록

### 야드버즈(1963년 ~ 1965년)
- 1964년 Five Live Yardbirds (live)
- 1965년 For Your Love
- 1965년 Having a Rave Up
- 1966년 Sonny Boy Williamson and The Yardbirds

### 존 메이올 & 더 블루스브레이커스(1965년 ~ 1966년)
- 1966년 Bluesbreakers with Eric Clapton

### 크림(1966년 ~ 1968년, 2005년 한시적 재결성)
- 1966년 Fresh Cream
- 1967년 Disraeli Gears
- 1968년 Wheels of Fire
- 1969년 Goodbye

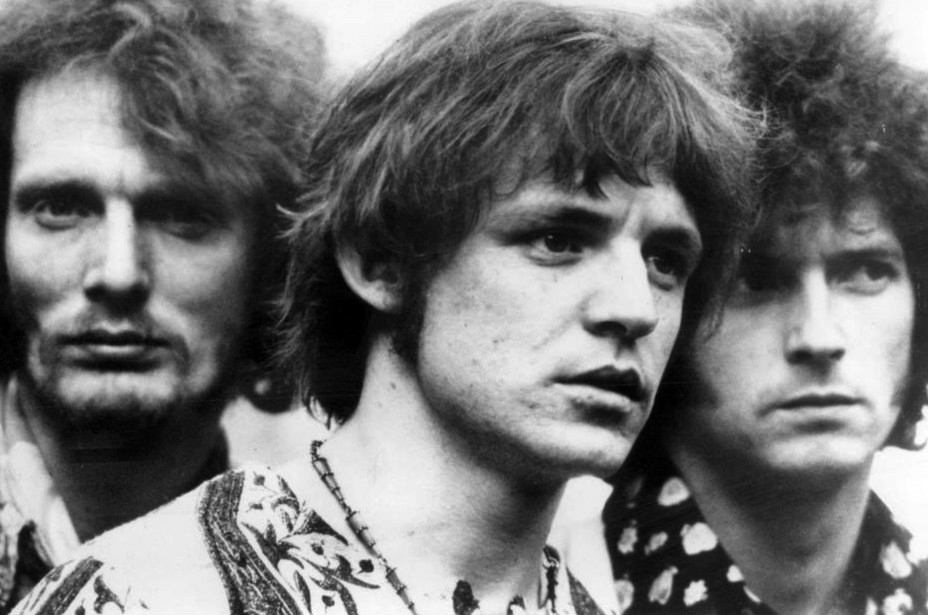
왼쪽부터 진저 베이커, 잭 브루스, 에릭 클랩튼 (1967년)

- 1970년 Live Cream (live)
- 1972년 Live Cream Volume II (live)
- 1972년 Heavy Cream (compilation)
- 1983년 Strange Brew: The Very Best of Cream (compilation)
- 1995년 The Very Best of Cream (compilation)
- 1997년 Those Were the Days (box set)
- 2000년 20th Century Masters: The Millennium Collection: The Best of Cream (compilation)
- 2003년 Cream: The BBC Sessions (compilation)
- 2005년 Cream Gold (compilation)
- 2005년 Royal Albert Hall London May 2-3-5-6 2005 (live)

### 블라인드 페이스(1968년 ~ 1969년)

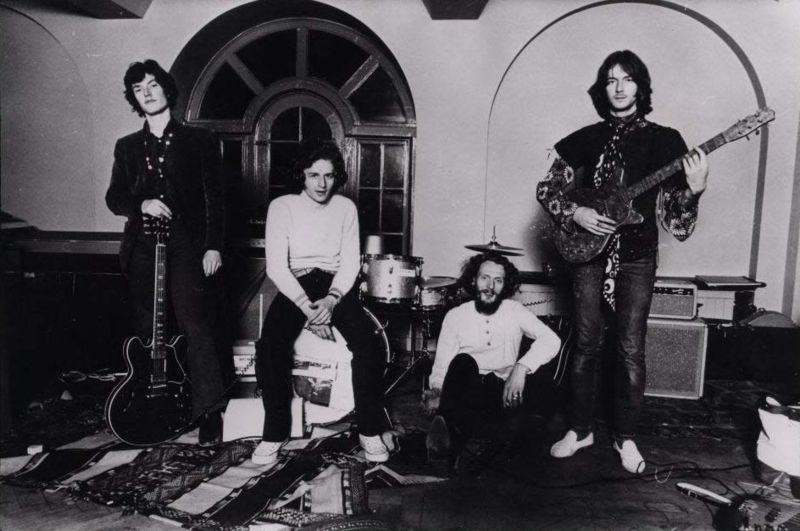
왼쪽부터 스티브 윈우드, 릭 그레치, 진저 베이커, 에릭 클랩튼 (1969년)

- 1969년 Blind Faith

### 델라니 & 보니(1969년 ~ 1970년)
- 1970년 On Tour with Eric Clapton (live)

### 데릭 앤 더 도미노스(1970년)

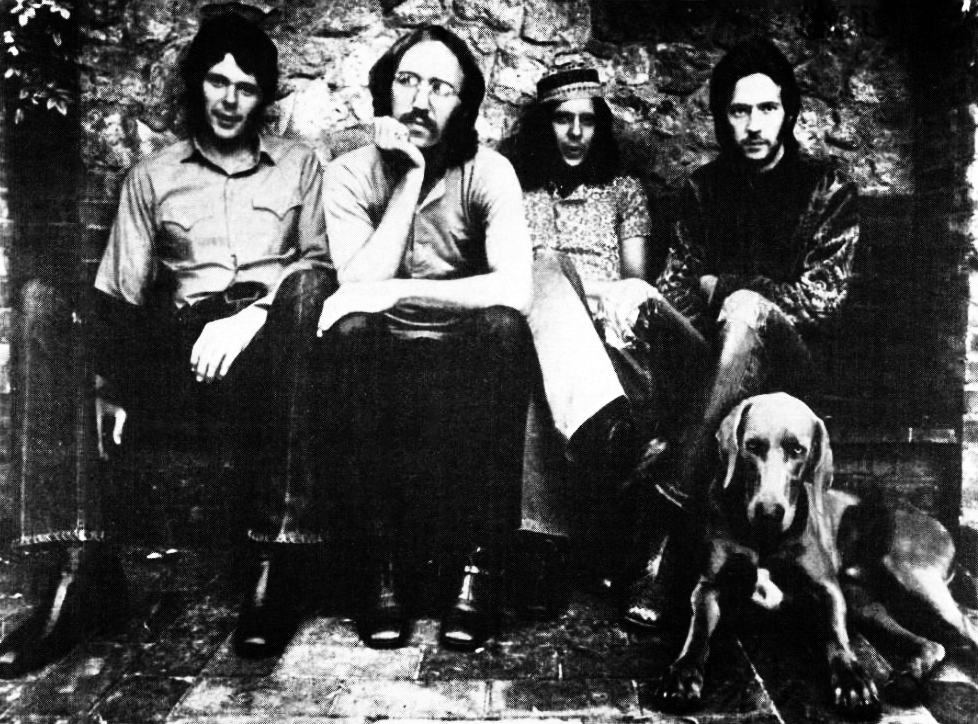
왼쪽부터 짐 고든, 칼 레이들, 바비 휘틀록, 에릭 클랩튼 (1971년)

- 1970년 Layla and Other Assorted Love Songs
- 1973년 In Concert (live)
- 1990년 The Layla Sessions: 20th Anniversary Edition (box set)
- 1994년 Live at the Fillmore (live)

### 솔로 활동 (1970년 ~ )
- 1970년 Eric Clapton

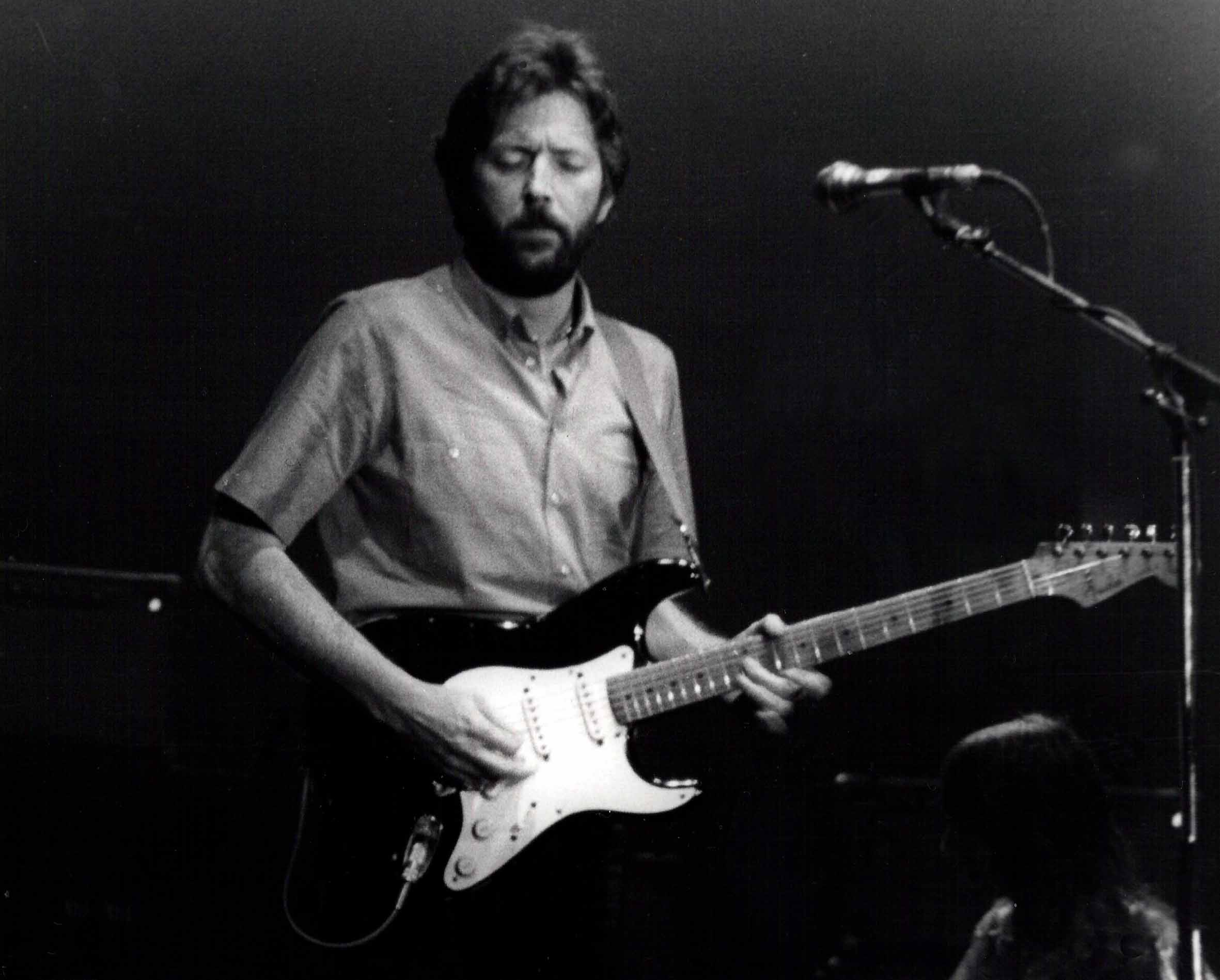
스페인 바르셀로나에서 공연 중인 에릭 클랩튼 (1974년)

- 1974년 461 Ocean Boulevard
- 1975년 There's One in Every Crowd
- 1976년 No Reason to Cry
- 1977년 Slowhand
- 1978년 Backless
- 1981년 Another Ticket
- 1983년 Money and Cigarettes
- 1985년 Behind the Sun
- 1986년 August
- 1989년 Journeyman
- 1994년 From the Cradle
- 1998년 Pilgrim
- 2000년 Riding with the King (with B.B.킹)
- 2001년 Reptile
- 2004년 Me and Mr. Johnson
- 2004년 Sessions for Robert J (CD and DVD package)
- 2005년 Back Home
- 2006년 The Road to Escondido (with J・J・케일)
- 2010년 Clapton
- 2013년 Old Sock
- 2014년 The Breeze: An Appreciation of JJ Cale
- 2016년 I Still Do
- 2018년 Happy Xmas
- 2024년 Meanwhile

### 라이브 음반
- 1973년 Eric Clapton's Rainbow Concert
- 1975년 E.C. Was Here
- 1980년 Just One Night
- 1991년 24 Nights
- 1992년 Unplugged
- 1996년 Crossroads 2: Live in the Seventies (box set)
- 2002년 One More Car, One More Rider
- 2009년 Live from Madison Square Garden (with 스티브 윈우드)

### 컴필레이션 음반
- 1972년 The History of Eric Clapton
- 1972년 Eric Clapton at His Best
- 1973년 Clapton
- 1982년 Time Pieces: Best Of Eric Clapton
- 1984년 Backtrackin'
- 1984년 Too Much Monkey Business
- 1987년 The Cream of Eric Clapton
- 1988년 Crossroads (box set)
- 1999년 Blues
- 1999년 Clapton Chronicles: The Best of Eric Clapton

## 관련 시그네춰 제품
깁슨 ES-335, 레스 폴 시그네춰 등이 있으며, 펜더에는 스트라토케스터 시그네춰와 블랙키가 있다. 그가 좋아하는 레드 윙 신발의 시그네춰도 있다.

## 서훈
- 1995년 대영 제국 훈장 4등급(OBE)[2]
- 2004년 대영 제국 훈장 3등급(CBE)[3]